# Deivid Washington
Deivid Washington de Souza Eugênio (Itumbiara, 5 giugno 2005) è un calciatore brasiliano, attaccante del Santos, in prestito dal Chelsea, è della nazionale Under-20 brasiliana.

## Carriera

### Club

#### Gli inizi, Santos
Deivid è entrato a far parte delle giovanili del Grêmio all'età di otto anni, prima di trasferirsi al Santos tre anni dopo su consiglio dell'ex calciatore brasiliano Marcos Assunção.
All'età di 16 anni ha firmato il suo primo contratto da professionista con il club, che secondo quanto riferito avrebbe incluso una clausola rescissoria di 100 milioni di Real, e lo avrebbe legato al club per i successivi tre anni. Nel 2022 si è laureato capocannoniere del Campionato Paulista Under-17 con 16 gol, segnando anche altri sei gol nella massima divisione brasiliana di questa fascia di età. Nel 2021 dopo aver firmato il suo primo contratto professionistico è stato promosso in Under-20 e l'anno seguente ha segnato 17 gol tra tornei statali e nazionali. Nel 2023 ha preso parte alla Copinha.
Nel 2022 è stato nominato dal quotidiano inglese The Guardian uno dei sessanta migliori giovani giocatori nati nel 2005 in tutto il mondo.
Dopo l'eliminazione del Santos dal Campionato Paulista del 2023, Deivid ha iniziato ad allenarsi con la prima squadra sotto la guida dell'allenatore Odair Hellmann ed è stato convocato per la gara inaugurale della Coppa Sudamericana 2023 contro il Blooming in Bolivia. Ha fatto il suo debutto professionale l'11 aprile 2023, entrando nel secondo tempo al posto di Marcos Leonardo nella vittoria per 2-0 sul Botafogo in Coppa del Brasile.
Il 17 aprile 2023 ha rinnovato il proprio contratto con il Santos fino all'aprile 2026. Ha segnato il suo primo gol da professionista il 10 maggio, nella vittoria casalinga per 3-0 in Série A contro il Bahia.

#### Chelsea e prestito al Santos
Il 24 agosto 2023 viene acquistato a titolo definitivo dal Chelsea, con cui firma un contratto di sette anni con opzione di rinnovo per un'ulteriore stagione.
In 18 mesi raccoglie solo 3 presenze con la prima squadra dei Blues, così il 20 febbraio 2025 fa ritorno al Santos, in prestito con diritto di riscatto, fino al 31 dicembre 2025.

### Nazionale
Nel dicembre 2024 è stato convocato dal commissario tecnico Ramon Menezes della nazionale Under-20 brasiliana per partecipare al campionato sudamericano Under-20 del 2025, tenutosi in Venezuela. Il 16 febbraio 2025, grazie alla vittoria per 3-0 sul Cile e confermando il primo posto in classifica, il Brasile si è laureato campione sudamericano, confermandosi dopo la vittoria del 2023.

## Statistiche

### Presenze e reti nei club
Statistiche aggiornate al 20 febbraio 2025.
| Stagione        | Squadra         | Campionato      | Campionato | Campionato | Coppe nazionali | Coppe nazionali | Coppe nazionali | Coppe continentali | Coppe continentali | Coppe continentali | Altre coppe | Altre coppe | Altre coppe | Totale | Totale | Totale |
| Stagione        | Squadra         | Comp            | Pres       | Reti       | Comp            | Pres            | Reti            | Comp               | Pres               | Reti               | Comp        | Pres        | Reti        | Pres   | Reti   |        |
| --------------- | --------------- | --------------- | ---------- | ---------- | --------------- | --------------- | --------------- | ------------------ | ------------------ | ------------------ | ----------- | ----------- | ----------- | ------ | ------ | ------ |
| gen.-giu. 2023  | Santos          | A1/SP+A         | 0+9        | 0+2        | CB              | 3               | 0               | CS                 | 4                  | 0                  |             | -           | -           | 16     | 2      |        |
| 2023-2024       | Chelsea         | PL              | 2          | 0          | FACup+CdL       | 1+0             | 0+0             | -                  | -                  | -                  | -           | -           | -           | 3      | 0      |        |
| 2024-feb. 2025  | Chelsea         | PL              | 0          | 0          | FACup+CdL       | 0               | 0               | UECL               | 0                  | 0                  | -           | -           | -           | 0      | 0      |        |
| Totale Chelsea  | Totale Chelsea  | Totale Chelsea  | 2          | 0          |                 | 1               | 0               |                    | 0                  | 0                  |             | -           | -           | 3      | 0      |        |
| feb.-dic. 2025  | Santos          | A1/SP+A         | -          | -          | CB              | -               | -               | -                  | -                  | -                  | -           | -           | -           | -      | -      |        |
| Totale Santos   | Totale Santos   | Totale Santos   | 9          | 2          |                 | 3               | 0               |                    | 4                  | 0                  |             | -           | -           | 16     | 2      |        |
| Totale carriera | Totale carriera | Totale carriera | 11         | 2          |                 | 4               | 0               |                    | 4                  | 0                  |             | -           | -           | 19     | 2      |        |

### Cronologia presenze e reti in nazionale
| Cronologia completa delle presenze e delle reti in nazionale ― Brasile under 20 | Cronologia completa delle presenze e delle reti in nazionale ― Brasile under 20 | Cronologia completa delle presenze e delle reti in nazionale ― Brasile under 20 | Cronologia completa delle presenze e delle reti in nazionale ― Brasile under 20 | Cronologia completa delle presenze e delle reti in nazionale ― Brasile under 20 | Cronologia completa delle presenze e delle reti in nazionale ― Brasile under 20 | Cronologia completa delle presenze e delle reti in nazionale ― Brasile under 20 | Cronologia completa delle presenze e delle reti in nazionale ― Brasile under 20 |
| Data                                                                            | Città                                                                           | In casa                                                                         | Risultato                                                                       | Ospiti                                                                          | Competizione                                                                    | Reti                                                                            | Note                                                                            |
| ------------------------------------------------------------------------------- | ------------------------------------------------------------------------------- | ------------------------------------------------------------------------------- | ------------------------------------------------------------------------------- | ------------------------------------------------------------------------------- | ------------------------------------------------------------------------------- | ------------------------------------------------------------------------------- | ------------------------------------------------------------------------------- |
| 5-9-2024                                                                        | Rio de Janeiro                                                                  | Brasile under 20                                                                | 2 – 1                                                                           | Messico under 20                                                                | Amichevole                                                                      | -                                                                               | 79’                                                                             |
| 24-1-2025                                                                       | Valencia                                                                        | Brasile under 20                                                                | 0 – 6                                                                           | Argentina under 20                                                              | Campionato sudamericano Under-20 2025                                           | -                                                                               | 46’                                                                             |
| 26-1-2025                                                                       | Valencia                                                                        | Bolivia under 20                                                                | 1 – 2                                                                           | Brasile under 20                                                                | Campionato sudamericano Under-20 2025                                           | -                                                                               | 66’                                                                             |
| 30-1-2025                                                                       | Valencia                                                                        | Ecuador under 20                                                                | 2 – 3                                                                           | Brasile under 20                                                                | Campionato sudamericano Under-20 2025                                           | 2                                                                               | 74’                                                                             |
| 1-2-2025                                                                        | Valencia                                                                        | Brasile under 20                                                                | 0 – 1                                                                           | Colombia under 20                                                               | Campionato sudamericano Under-20 2025                                           | -                                                                               | 73’                                                                             |
| 4-2-2025                                                                        | Caracas                                                                         | Uruguay under 20                                                                | 0 – 1                                                                           | Brasile under 20                                                                | Campionato sudamericano Under-20 2025                                           | -                                                                               | 82’                                                                             |
| 13-2-2025                                                                       | Caracas                                                                         | Brasile under 20                                                                | 1 – 1                                                                           | Argentina under 20                                                              | Campionato sudamericano Under-20 2025                                           | -                                                                               | 60’                                                                             |
| 16-2-2025                                                                       | Puerto La Cruz                                                                  | Brasile under 20                                                                | 3 – 0                                                                           | Cile under 20                                                                   | Campionato sudamericano Under-20 2025                                           | 1                                                                               | 46’                                                                             |
| Totale                                                                          |                                                                                 | Presenze                                                                        | 8                                                                               |                                                                                 | Reti                                                                            | 3                                                                               |                                                                                 |

## Palmarès

### Nazionale
- Campionato sudamericano Under-20: 1

Venezuela 2025